# Grand Prix Chin 2017

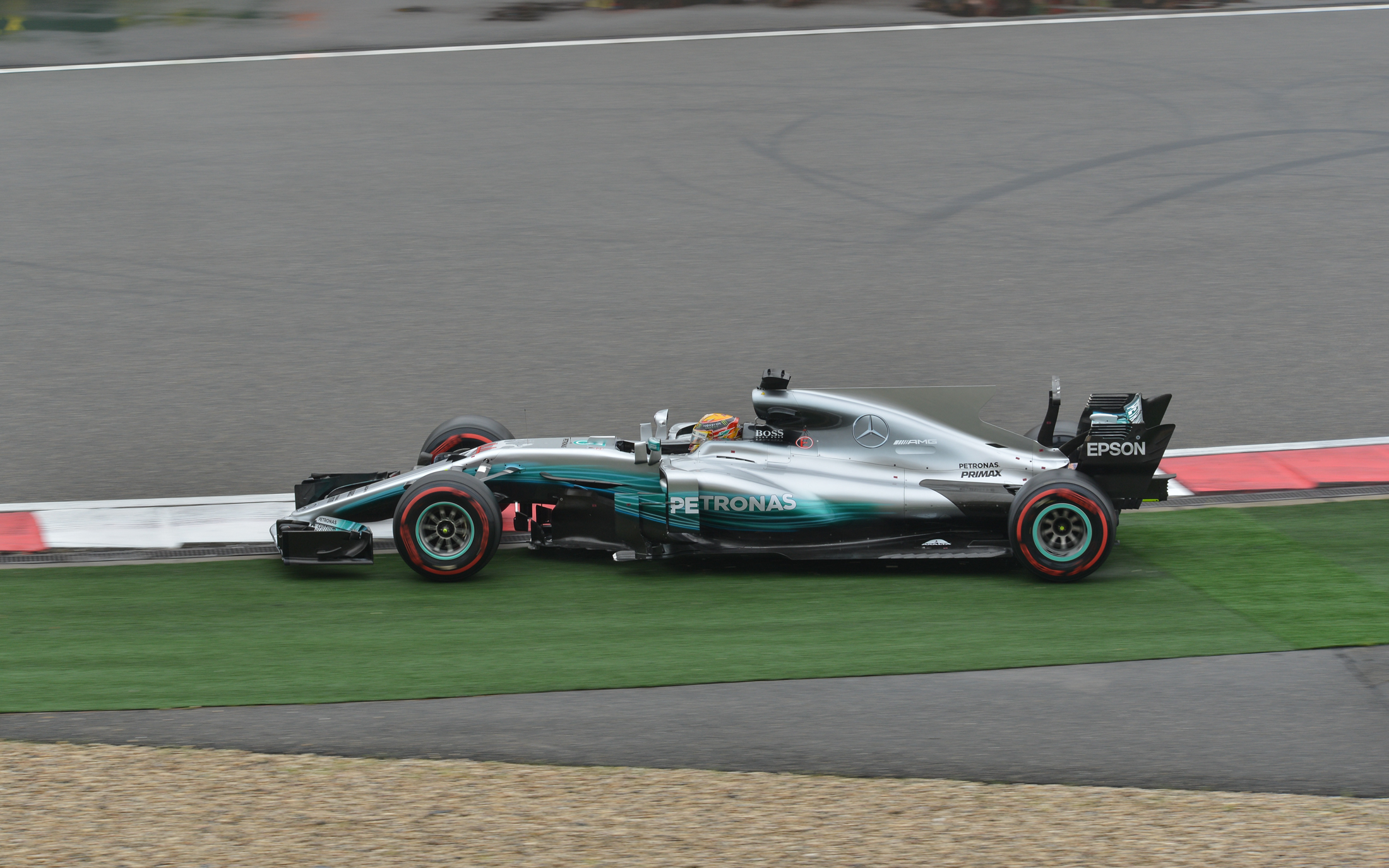
Lewis Hamilton podczas Grand Prix Chin 2017

Grand Prix Chin 2017 (oficjalnie 2017 Formula 1 Heineken Chinese Grand Prix) – druga eliminacja Mistrzostw Świata Formuły 1 w sezonie 2017. Grand Prix odbyło się w dniach 7–9 kwietnia 2017 roku na torze Shanghai International Circuit w Szanghaju.

## Lista startowa
Źródło: Wyprzedź Mnie!
| Nr | Kierowca           | Zespół                           | Samochód                      | Silnik                | Opony |
| -- | ------------------ | -------------------------------- | ----------------------------- | --------------------- | ----- |
| 2  | Stoffel Vandoorne  | McLaren Honda Formula 1 Team     | McLaren MCL32                 | Honda RA617H 1.6T V6  | P     |
| 3  | Daniel Ricciardo   | Red Bull Racing                  | Red Bull RB13                 | TAG Heuer 1.6T V6     | P     |
| 5  | Sebastian Vettel   | Scuderia Ferrari                 | Ferrari SF70H                 | Ferrari 062 1.6T V6   | P     |
| 7  | Kimi Räikkönen     | Scuderia Ferrari                 | Ferrari SF70H                 | Ferrari 062 1.6T V6   | P     |
| 8  | Romain Grosjean    | Haas F1 Team                     | Haas VF-17                    | Ferrari 062 1.6T V6   | P     |
| 9  | Marcus Ericsson    | Sauber F1 Team                   | Sauber C36                    | Ferrari 059/5 1.6T V6 | P     |
| 11 | Sergio Pérez       | Sahara Force India F1 Team       | Force India VJM10             | Mercedes 1.6T V6      | P     |
| 14 | Fernando Alonso    | McLaren Honda Formula 1 Team     | McLaren MCL32                 | Honda RA617H 1.6T V6  | P     |
| 18 | Lance Stroll       | Williams Martini Racing          | Williams FW40                 | Mercedes 1.6T V6      | P     |
| 19 | Felipe Massa       | Williams Martini Racing          | Williams FW40                 | Mercedes 1.6T V6      | P     |
| 20 | Kevin Magnussen    | Haas F1 Team                     | Haas VF-17                    | Ferrari 059/5 1.6T V6 | P     |
| 26 | Daniił Kwiat       | Scuderia Toro Rosso              | Toro Rosso STR12              | Renault 1.6T V6       | P     |
| 27 | Nico Hülkenberg    | Renault Sport Formula One Team   | Renault R.S.17                | Renault 1.6T V6       | P     |
| 30 | Jolyon Palmer      | Renault Sport Formula One Team   | Renault R.S.16                | Renault 1.6T V6       | P     |
| 31 | Esteban Ocon       | Sahara Force India F1 Team       | Force India VJM10             | Mercedes 1.6T V6      | P     |
| 33 | Max Verstappen     | Red Bull Racing                  | Red Bull RB13                 | TAG Heuer 1.6T V6     | P     |
| 36 | Antonio Giovinazzi | Sauber F1 Team                   | Sauber C36                    | Ferrari 059/5 1.6T V6 | P     |
| 44 | Lewis Hamilton     | Mercedes AMG Petronas Motorsport | Mercedes AMG F1 W08 EQ Power+ | Mercedes 1.6T V6      | P     |
| 55 | Carlos Sainz Jr.   | Scuderia Toro Rosso              | Toro Rosso STR12              | Renault 1.6T V6       | P     |
| 77 | Valtteri Bottas    | Mercedes AMG Petronas Motorsport | Mercedes AMG F1 W08 EQ Power+ | Mercedes 1.6T V6      | P     |
| Nr | Kierowca           | Zespół                           | Samochód                      | Silnik                | Opony |

## Wyniki

### Sesje treningowe
Źródło: Wyprzedź Mnie!
2 sesja została odwołana
| Sesja | Nr | Kierowca         | Konstruktor        | Czas     | Okr. |
| ----- | -- | ---------------- | ------------------ | -------- | ---- |
| 1     | 33 | Max Verstappen   | Red Bull–TAG Heuer | 1:50,491 | 4    |
| 2     |    |                  |                    |          |      |
| 3     | 5  | Sebastian Vettel | Ferrari            | 1:33.336 | 20   |

### Kwalifikacje
Źródło: Wyprzedź Mnie!
| Poz. | Nr | Kierowca           | Konstruktor          | Q1       | Q2       | Q3       | Poz. s. |
| --- | --- | ------------------ | -------------------- | -------- | -------- | -------- | ------- |
| 1 | 44 | Lewis Hamilton     | Mercedes             | 1:33,333 | 1:32,406 | 1:31,678 | 1       |
| 2 | 5 | Sebastian Vettel   | Ferrari              | 1:33,078 | 1:32,391 | 1:31,864 | 2       |
| 3 | 77 | Valtteri Bottas    | Mercedes             | 1:33,684 | 1:32,552 | 1:31,865 | 3       |
| 4 | 7 | Kimi Räikkönen     | Ferrari              | 1:33,341 | 1:32,181 | 1:32,140 | 4       |
| 5 | 3 | Daniel Ricciardo   | Red Bull–TAG Heuer   | 1:34,041 | 1:33,546 | 1:33,033 | 5       |
| 6 | 19 | Felipe Massa       | Williams–Mercedes    | 1:34,205 | 1:33,759 | 1:33,507 | 6       |
| 7 | 27 | Nico Hülkenberg    | Renault              | 1:34,453 | 1:33,636 | 1:33,580 | 7       |
| 8 | 11 | Sergio Pérez       | Force India–Mercedes | 1:34,657 | 1:33,920 | 1:33,706 | 8       |
| 9 | 26 | Daniił Kwiat       | Toro Rosso           | 1:34,440 | 1:34,034 | 1:33,719 | 9       |
| 10 | 18 | Lance Stroll       | Williams–Mercedes    | 1:33,986 | 1:34,090 | 1:34,220 | 10      |
| 11 | 55 | Carlos Sainz Jr.   | Toro Rosso           | 1:34,567 | 1:34,150 | –        | 11      |
| 12 | 20 | Kevin Magnussen    | Haas–Ferrari         | 1:34,942 | 1:34,164 | –        | 12      |
| 13 | 14 | Fernando Alonso    | McLaren–Honda        | 1:34,499 | 1:34,372 | –        | 13      |
| 14 | 9 | Marcus Ericsson    | Sauber–Ferrari       | 1:34,892 | 1:35,046 | –        | 14      |
| 15 | 36 | Antonio Giovinazzi | Sauber–Ferrari       | 1:34,963 | –        | –        | 18      |
| 16 | 2 | Stoffel Vandoorne  | McLaren–Honda        | 1:35,023 | –        | –        | 15      |
| 17 | 8 | Romain Grosjean    | Haas–Ferrari         | 1:35,223 | –        | –        | 19      |
| 18 | 30 | Jolyon Palmer      | Renault              | 1:35,279 | –        | –        | 20      |
| 19 | 33 | Max Verstappen     | Red Bull–TAG Heuer   | 1:35,433 | –        | –        | 16      |
| 20 | 31 | Esteban Ocon       | Force India–Mercedes | 1:35,496 | –        | –        | 17      |
| Poz. | Nr | Kierowca           | Konstruktor          | Q1       | Q2       | Q3       | Poz. s. |
| \| Legenda \| Legenda \| \| ------------------------ \| ---------------------------------------------------------------------------------------------------------------------------------------------------------------------------------------------------------------------------------------------------------------- \| \| Poz. Nr Q1 Q2 Q3 Poz. s. \| Pozycja zajęta w sesji kwalifikacyjnej Numer startowy kierowcy Wynik uzyskany w pierwszej części kwalifikacji Wynik uzyskany w drugiej części kwalifikacji Wynik uzyskany w trzeciej części kwalifikacji Pozycja startowa po uwzględnięniu kar, przesunięć, itp. \| | |                    |                      |          |          |          |         |
| Legenda | |                    |                      |          |          |          |         |
| Poz. Nr Q1 Q2 Q3 Poz. s. | Pozycja zajęta w sesji kwalifikacyjnej Numer startowy kierowcy Wynik uzyskany w pierwszej części kwalifikacji Wynik uzyskany w drugiej części kwalifikacji Wynik uzyskany w trzeciej części kwalifikacji Pozycja startowa po uwzględnięniu kar, przesunięć, itp. |                    |                      |          |          |          |         |

### Wyścig
Źródło: Wyprzedź Mnie!
| P                 | + / –     | Nr | Kierowca           | Konstruktor          | Okr. | Czas / Strata | Komentarz                   |
| ----------------- | --------- | -- | ------------------ | -------------------- | ---- | ------------- | --------------------------- |
| 1                 | Bez zmian | 44 | Lewis Hamilton     | Mercedes             | 56   | 1:37:36,158   |                             |
| 2                 | Bez zmian | 5  | Sebastian Vettel   | Ferrari              | 56   | +0:06,250     |                             |
| 3                 | 13        | 33 | Max Verstappen     | Red Bull–TAG Heuer   | 56   | +0:45,192     |                             |
| 4                 | 1         | 3  | Daniel Ricciardo   | Red Bull–TAG Heuer   | 56   | +0:46,035     |                             |
| 5                 | 1         | 7  | Kimi Räikkönen     | Ferrari              | 56   | +0:48,076     |                             |
| 6                 | 3         | 77 | Valtteri Bottas    | Mercedes             | 56   | +0:48,808     |                             |
| 7                 | 4         | 55 | Carlos Sainz Jr.   | Toro Rosso           | 56   | +1:12,893     |                             |
| 8                 | 4         | 20 | Kevin Magnussen    | Haas–Ferrari         | 55   | +1 okr.       |                             |
| 9                 | 1         | 11 | Sergio Pérez       | Force India–Mercedes | 55   | +1 okr.       |                             |
| 10                | 7         | 31 | Esteban Ocon       | Force India–Mercedes | 55   | +1 okr.       |                             |
| 11                | 8         | 8  | Romain Grosjean    | Haas–Ferrari         | 55   | +1 okr.       |                             |
| 12                | 5         | 27 | Nico Hülkenberg    | Renault              | 55   | +1 okr.       |                             |
| 13                | 7         | 30 | Jolyon Palmer      | Renault              | 55   | +1 okr.       |                             |
| 14                | 8         | 19 | Felipe Massa       | Williams–Mercedes    | 55   | +1 okr.       |                             |
| 15                | 1         | 9  | Marcus Ericsson    | Sauber–Ferrari       | 55   | +1 okr.       |                             |
| Niesklasyfikowani |           |    |                    |                      |      |               |                             |
|                   |           | 14 | Fernando Alonso    | McLaren–Honda        | 33   | +23 okr.      | awaria wałka rozrządu       |
|                   |           | 26 | Daniił Kwiat       | Toro Rosso           | 18   | +38 okr.      | awaria hydrauliki           |
|                   |           | 2  | Stoffel Vandoorne  | McLaren–Honda        | 17   | +39 okr.      | problem z ciśnieniem paliwa |
|                   |           | 36 | Antonio Giovinazzi | Sauber–Ferrari       | 3    | +53 okr.      | wypadek                     |
|                   |           | 18 | Lance Stroll       | Williams–Mercedes    | 0    | +56 okr.      | kolizja z Pérez             |
| P                 | + / –     | Nr | Kierowca           | Konstruktor          | Okr. | Czas / Strata | Komentarz                   |

### Najszybsze okrążenie
Źródło: Wyprzedź Mnie!
| Nr | Kierowca       | Konstruktor | Czas     | Okr. |
| -- | -------------- | ----------- | -------- | ---- |
| 44 | Lewis Hamilton | Mercedes    | 1:35,378 | 44   |

## Prowadzenie w wyścigu
Źródło: Racing–Reference.info
| Nr                              | Kierowca       | Okrążenia | Suma |
| ------------------------------- | -------------- | --------- | ---- |
| 44                              | Lewis Hamilton | 1-56      | 56   |
| \| Wykres \| \| ------ \| \| \| |                |           |      |
| Wykres                          |                |           |      |
|                                 |                |           |      |

## Klasyfikacja po zakończeniu wyścigu

### Kierowcy
| P                 | +/− | Kierowca           | Starty | Punkty | P1 | P2 | P3 | PP | NO | NS |
| ----------------- | --- | ------------------ | ------ | ------ | -- | -- | -- | -- | -- | -- |
| 1                 | 0   | Sebastian Vettel   | 2      | 43     | 1  | 1  | –  | –  | –  | –  |
| 2                 | 0   | Lewis Hamilton     | 2      | 43     | 1  | 1  | –  | 2  | 1  | –  |
| 3                 | +2  | Max Verstappen     | 2      | 25     | –  | –  | 1  | –  | –  | –  |
| 4                 | −1  | Valtteri Bottas    | 2      | 23     | –  | –  | 1  | –  | –  | –  |
| 5                 | −1  | Kimi Räikkönen     | 2      | 22     | –  | –  | –  | –  | 1  | –  |
| 6                 | N   | Daniel Ricciardo   | 2      | 12     | –  | –  | –  | –  | –  | 1  |
| 7                 | +1  | Carlos Sainz Jr.   | 2      | 10     | –  | –  | –  | –  | –  | –  |
| 8                 | −2  | Felipe Massa       | 2      | 8      | –  | –  | –  | –  | –  | –  |
| 9                 | −2  | Sergio Pérez       | 2      | 8      | –  | –  | –  | –  | –  | –  |
| 10                | N   | Kevin Magnussen    | 2      | 4      | –  | –  | –  | –  | –  | 1  |
| 11                | −2  | Daniił Kwiat       | 2      | 2      | –  | –  | –  | –  | –  | 1  |
| 12                | −2  | Esteban Ocon       | 2      | 2      | –  | –  | –  | –  | –  | –  |
| 13                | −2  | Nico Hülkenberg    | 2      | 0      | –  | –  | –  | –  | –  | –  |
| 14                | N   | Romain Grosjean    | 2      | 0      | –  | –  | –  | –  | –  | 1  |
| 15                | −3  | Antonio Giovinazzi | 2      | 0      | –  | –  | –  | –  | –  | 1  |
| 16                | −3  | Stoffel Vandoorne  | 2      | 0      | –  | –  | –  | –  | –  | 1  |
| 17                | N   | Jolyon Palmer      | 2      | 0      | –  | –  | –  | –  | –  | 1  |
| 18                | N   | Marcus Ericsson    | 2      | 0      | –  | –  | –  | –  | –  | 1  |
| Niesklasyfikowani |     |                    |        |        |    |    |    |    |    |    |
|                   |     | Lance Stroll       | 2      | –      | –  | –  | –  | –  | –  | 2  |
|                   |     | Fernando Alonso    | 2      | –      | –  | –  | –  | –  | –  | 2  |
| P                 | +/− | Kierowca           | Starty | Punkty | P1 | P2 | P3 | PP | NO | NS |

### Konstruktorzy
| P  | +/− | Konstruktor               | Starty | Punkty | P1 | P2 | P3 | PP | NO | NS |
| -- | --- | ------------------------- | ------ | ------ | -- | -- | -- | -- | -- | -- |
| 1  | +1  | Mercedes                  | 4      | 66     | 1  | 1  | 1  | 2  | 1  | –  |
| 2  | −1  | Ferrari                   | 4      | 65     | 1  | 1  | –  | –  | 1  | –  |
| 3  | 0   | Red Bull Racing TAG Heuer | 4      | 37     | –  | –  | 1  | –  | –  | 1  |
| 4  | +2  | Toro Rosso                | 4      | 12     | –  | –  | –  | –  | –  | 1  |
| 5  | 0   | Force India Mercedes      | 4      | 10     | –  | –  | –  | –  | –  | –  |
| 6  | −2  | Williams Mercedes         | 4      | 8      | –  | –  | –  | –  | –  | 2  |
| 7  | N   | Haas Ferrari              | 4      | 4      | –  | –  | –  | –  | –  | 2  |
| 8  | −1  | Renault                   | 4      | 0      | –  | –  | –  | –  | –  | 1  |
| 9  | −1  | Sauber Ferrari            | 4      | 0      | –  | –  | –  | –  | –  | 2  |
| 10 | −1  | McLaren Honda             | 4      | 0      | –  | –  | –  | –  | –  | 3  |
| P  | +/− | Kierowca                  | Starty | Punkty | P1 | P2 | P3 | PP | NO | NS |